# WATER BOYS 2005夏
『WATER BOYS 2005夏』は、映画『ウォーターボーイズ』及びドラマ『WATER BOYS』を元に制作されたテレビドラマ。
2005年8月19日・20日の二夜連続で、21:00 - 22:52にフジテレビ系にてスペシャル版として放送された。19日は金曜エンタテイメント、20日はプレミアムステージ枠で放送。

## ストーリー
舞台は、架空の島・富那島（奄美大島・加計呂麻島・喜界島）。東京大学の学生になった元・唯野高校シンクロ部員の田中昌俊（瑛太）が、農業実習のために訪れた富那島で、上原賢作（小出恵介）らと出会い、島の夏祭りイベントである「シンクロ公演」を一緒に築きあげていく。
テレビドラマ『WATER BOYS』のレギュラー・田中を主役に据えた続編で、シリーズ完結編にあたる。

## 登場人物・キャスト

### 主人公＆ウォーターボーイズ
田中昌俊
演 - 瑛太
4代目主人公。合格確実だったはずの東大医学部に不合格になり、東大農学部に入学して、医学部への転入を考えている。そのため、最高の思い出になったはずのシンクロ公演は、苦い思い出となってしまった。追い討ちをかけるように、高校時代に1ヶ月だけ付き合った花村響子とは、遠距離恋愛になり自然消滅した。
留年を回避するため教授の命により、南の島に養豚場の手伝いに行くことになる。そこで、島の開発運動に巻き込まれ、島の活性化のために、高校生たちにシンクロを教えることになる。
上原賢作
演 - 小出恵介
シンクロ公演の中心メンバーの一人。東京に出て服飾デザイナーになるのが夢であるが、プロから酷評されて落ち込む。
名嘉尾悟
演 - 平岡祐太
シンクロ公演の中心メンバーの一人。シンクロに夢中になるうちに島の開発推進派である父と対立し、実家の「名嘉尾酒造」の跡継ぎから外され、シンクロを続けることに葛藤する。
小間俊一郎
演 - 柄本佑
シンクロ公演の中心メンバーの一人。鰤谷ミチルに付きまとわれている内に、彼女と付き合うことが自分の人生だと思うようになり交際を始める。
その他のウォーターボーイズ（シンクロ参加者）
- 鰤谷波男 - ペ・ジョンミョン
- 安仁屋 - 佐野泰臣
- 知念 - 藤井貴規
- 大城 - 川岸銀次
- 石嶺 - 杉浦由悟
- 元家 - 田代功児
- 畠男 - 富川一人
- 作蔵 - 中野真太郎
- 赤嶺 - 高橋光臣
- 具志堅 - 竹谷敦史
- 島袋 - 栁橋朋典
- 喜納 - 植田真介
- 太郎 - 川崎龍一
- スギオ - 玉有洋一郎
- 玉造 - 岩戸秀年
- 照夫 - 佐藤祐基
- 海人 - 高良健吾
- 譲治 - 菅雄太
- 英雄 - 岡田雄樹
- 文男 - 竹内友哉
- 秀吉 - 野久保直樹

### ヒロイン
上原今日子
演 - 小西真奈美
賢作の姉で、ハルの世話をしている。本土で看護師をしていたが、院内での不倫関係が問題になり病院を辞めて帰郷していた。明るく気風の良い性格で、さまざまな問題に直面する田中たちを励ましシンクロ公演の後押しをする。田中にとって、何かと縁が深い二人目の「きょうこ」である。なお、上原家の養豚場にいる豚の名前も「きょうこ」である事が判明する。
垣原玲奈
演 - 酒井彩名
本作のヒロインであり、島の少年たちの憧れ。気が強く、明るい性格の女子高生。ハルの喫茶店を手伝っている。賢作たちのことを、口だけで行動が伴わないと思っている。
鰤谷ミチル
演 - 滝沢乃南
俊一郎の彼女で、漁協組合長の娘。ちょっと巨乳で、垢抜けない女子高生。幼稚園生の頃の約束を信じて、毎日ストーカーのように俊一郎に付きまとっている。

### 大人たち
小間俊道
演 - 宇梶剛士
漁師で、俊一郎の父。開発運動の反対派。
名嘉尾大悟
演 - 松重豊
悟の父で、酒屋を経営。開発運動の推進派であり、ウォーターボーイズ達の活動を妨害してくる。
上原耕作
演 - 益岡徹
今日子と賢作の父で、養豚場を経営する、本土からの出戻り。よく東大農学部の学生を、バイトとして使っているらしい。
垣原ハル
演 - 渡辺美佐子
通称「ハルばぁ」。玲奈の祖母で、みなの集会の場である喫茶店を営んでいる。高血圧で身体が悪くよく倒れるため、今日子に世話をしてもらっている。
冨那島村長
演 - 久保晶
開発運動には反対寄りの立場で、夏祭りをしようと提案する。村議会に対しては、なかなか強気になれない、頼りない村長である。
冨那高校校長
演 - 森喜行

堀田善次郎
演 - 南雲勇助
「南武交通」の社長。大悟と共に島の観光開発を企む。
羽鳥学
演 - 東根作寿英
今日子が本土で勤務していた、病院の院長。

### 第一期シリーズからの登場人物
花村響子
演 - 香椎由宇
田中のシンクロ告白から一ヶ月で、親の都合によりアメリカに転居していた。2年間、田中とは手紙のみの付き合いで、自然消滅したと思っている。2年ぶりに田中と再会するが、田中の迷いにアドバイスする。
安田孝
演 - 田中圭
唯野高校シンクロメンバーのOB。第一期テレビシリーズで、勘九郎の親友だった。
石塚太
演 - 石井智也
唯野高校シンクロメンバーの中心メンバーの一人。女好きで、お調子者の肥満体。高校卒業後、農協に就職した。卒業後も更に太ったらしい。また連ドラとは違い、田中、安田、響子と会話する際、言葉使いは常にタメ口であった（ドラマの時は基本同級生にも敬語で話していた）。
佐久間恵
演 - 眞鍋かをり
島にシンクロを教えるために来たが、またしても妊娠により入院する。結局は、妊娠ではなく盲腸である事がわかる。

## スタッフ
- 脚本：橋本裕志
- 企画：金井卓也、関口大輔（フジテレビ映画制作部プロデューサー）
- プロデューサー：船津浩一、森安彩（共同テレビ、ドラマ版1AD）
- 演出：佐藤祐市
- 音楽：佐藤直紀
- 主題歌：福山雅治「虹」（ユニバーサルミュージック）
- シンクロ水泳指導：不破央（シンクロ選手権係員）
- ダンス振付：ラッキィ池田
- スケジュール：吉田使憲
- 広報：清野真紀

## 放映リスト
| 放送回 | 放送日        | サブタイトル                                                    | 視聴率 |
| ------ | ------------- | --------------------------------------------------------------- | ------ |
| 前編   | 2005年8月19日 | 金曜エンタテイメント・ドラマスペシャル・WATER BOYS 2005夏・前編 | 19.2%  |
| 後編   | 2005年8月20日 | プレミアムステージ・ドラマスペシャル・WATER BOYS 2005夏・後編   | 19.7%  |

## シンクロで使用された曲
- 非情のライセンス（菊池俊輔）
- We Built This City（スターシップ）
- ザナドゥ（オリビア・ニュートン＝ジョン・ELO）
- ね～え?（松浦亜弥）
- 古い日記（和田アキ子）
- ゴー・ウエスト（ペット・ショップ・ボーイズ）

## 主なロケ地
鹿児島県
- 大島郡瀬戸内町
- 大島郡喜界町
- 大島郡龍郷町
- 名瀬市（現・奄美市）
  - 発表会で使用されたプールは、奄美市名瀬運動公園内にある屋外プールである[2]。

東京都
- 大田区
- 港区
  - 東京タワー
- 渋谷区
  - 表参道

栃木県
- 宇都宮市
- 河内郡河内町（現・宇都宮市）